# Сухомлин Іван Мусійович
Іва́н Мусі́йович Сухомли́н (Мойсейович) (* 19 травня 1911, Мала Виска — 28 серпня 1993, Жуковський) — радянський льотчик-випробувач, полковник авіації, Заслужений льотчик-випробувач СРСР (1960), заслужений майстер спорту СРСР (1960), Герой Радянського Союзу (1971).

## Життєпис
Закінчив 10 класів, робочий шлях почав трактористом на базі «Бурякоспілки», працював залізничником.
З 1928 року — у Радянській Армії, за комсомольською путівкою вступає до Ленінградської військово-теоретичної школи, 1930 закінчив Борисоглібську авіаційну школу, 1931 — Севастопольську школу морських льотчиків, працював в ній інструктором.
В 1931—1937 роках — льотчик інструктор Єйської воєнної авіаційної школи морських льотчиків. У тому часі літав на «Авро-504к», Р-1, Р-5, Р-6, МР-1, МБР-2, І-5, І-7, «Савойя-16», «Савойя-62» (МБР-4).
25 травня 1936 за успіхи в оволодінні бойовою авіатехнікою нагороджений орденом Леніна.
В 1936-му стає інспектором ВПС РСЧА, з 1937 року — льотчик-випробувач.
1941 року скінчив навчання в Військово-повітряній академії РККА ім. М. Є. Жуковського.
Учасник Другої світової війни, літав на бомбардувальнику АНТ-44. З севастопольського аеродрому літав бомбити нафтопромисли Констанци, військові об'єкти на території Румунії, штурмував танкові колони в Криму. Служить у гвардійському Червонопрапорному винищувальному авіаполку імені Б. Ф. Сафонова в Заполяр'ї. Здійснив кілька вильотів на літаках Р-39 «Аерокобра» та Як-1.
Направлений на один з уральських авіазаводів.
У серпні 1945 року повернувся на льотно-дослідницьку роботу — в Науково-дослідницький інститут морської авіації (Рига, з 1948-го — Феодосія).
Згодом працював у ДКБ Туполєва — з 1954 року.
1948 року закінчив Вищі академічні курси Військово-повітряної академії імені К. Є. Ворошилова.
Випробовував морські літаки:
- І. В. Четверикова — Че-2, морський далекий розвідник,
- Г. М. Берієва — Бе-4, МБР-7,
- морські й сухопутні літаки А. М. Туполєва — АНТ-44, на ньому встановив 6 світових рекордів; на Ту-114 11 світових рекордів.

З 1973 — полковник у відставці. Проживав у місті Жуковський, похований в селі Родники Раменського району.

## Досягнення
Загалом встановив 42 світових рекорди (з них 5 — другим пілотом) швидкості з вантажем та без нього, з них 5 як другий пілот, випробовував 85 типів радянських літаків.
Досліджував літаки на бафтинг, звалювання, зліт з відмовою двигуна, критичні режими, кут атаки, флаттер.
1934 року на планері «Сталінець-2» встановив всесоюзний рекорд часу польоту на двомісному планері — 24 години 10 хвилин.
1935 року на планері «Сталінець-4» встановив всесоюзний рекорд часу польоту на одномомісному планері — 24 години 10 хвилин.
В 1930-х роках випробовував поплавковий торпедоносець ДБ-3ТП.
1940 року встановив 69 рекордів швидкості та вантажопідйомності на літаку-амфібії АНТ-44.
1962 року підняв в небо та провів дослідження військового літака Ту-126.
Проводив випробування бомбардувальника Ту-95.
Брав участь у випробуваннях реактивного бомбардувальника Ту-16, реактивного пасажирського літака Ту-104, військово-транспортного літака Ту-116 — протягом 1957—1962 років встановив на ньому 36 рекордів швидкості та вантажопідйомності.